# Photographie de Philippe Ramette à La Part-Dieu
La photographie de Philippe Ramette à La Part-Dieu est une photographie de Philippe Ramette, installée de façon temporaire en 2015 place Charles-Béraudier devant la gare de Lyon-Part-Dieu. Son installation prend part au masquage du chantier du bâtiment B10 (désamiantage puis destruction totale) dans le cadre du réaménagement du quartier de la Part-Dieu.

## Description
La photographie a remporté le concours lancé par la métropole de Lyon : ses dimensions sont de 45 mètres de large et de 25 mètres de haut.
Elle représente la situation suivante : 
« Un homme en costume-cravate debout sur le toit du bâtiment renversé – c’est-à-dire que l’homme se tient à la verticale sur la rambarde de sécurité comme s’il s’agissait du rebord d’une fenêtre. Devant lui s’étend le paysage du centre-ville lyonnais : quelques tours, puis du ciel ».
La photographie n'a pas fait l'objet d'un photomontage ni d'un traitement informatique.